# Demócratas de Centro
Demócratas de Centro—Centrumdemocraten o Centrum Democraten (CD) en neerlandés— fue un partido político de extrema derecha de los Países Bajos activo entre 1984 y 2002. Varios miembros que se separaron del ultraderechista Partido de Centro (PC) lo fundaron, a los que se les unió un mes después Hans Janmaat, quien era líder y el único representante en la Cámara de Representantes del PC. 
El partido no obtuvo los suficientes votos en las elecciones generales de 1986 como para tener representación parlamentaria. A pesar de ello, en las de 1989 Janmaat recuperó su escaño con el 0,92 % de los votos. En 1994 sacó tres asientos, por lo que Wil Schuurman y Cor Zonneveld se unieron a la lista de miembros de la Cámara. Demócratas de Centro estuvo sujeto a un cordón sanitario por parte de varios partidos del Parlamento, aunque algunos se desvincularon después de su consecución electoral de 1994. En sus últimos años no volvió a conseguir ningún escaño, ni siquiera en las elecciones generales de 1998 —logró el 0,61 % de los votos—, por lo que cayó en declive hasta que finalmente se disolvió en 2002. 
Janmaat ocupó el puesto de líder y presidente durante toda su historia. Desde el momento en que se unió, el partido fue identificado como suyo e incluso él mencionado —incorrectamente— como su creador. En marzo de 1986, Demócratas de Centro y el Partido de Centro se reunieron en Kedichem, donde un grupo de «activistas antifascistas» creyó que las dos partes planeaban fusionarse y bombardearon el hotel donde se llevó a cabo la reunión. El lugar resultó gravemente dañado, Janmaat salió ileso, pero a la secretaria del partido, Schuurman, le tuvieron que amputar una pierna después de saltar desde una ventana para escapar del incendio.  
Desde su creación, la ideología de Demócratas de Centro fue similar a la del Partido de Centro, tenían una posición nacionalista y antinmigración. Se consideraron a sí mismos situados en el centro político, aunque suelen ser calificados de extrema derecha.  

## Historia

### Primeros años (1984-1989)

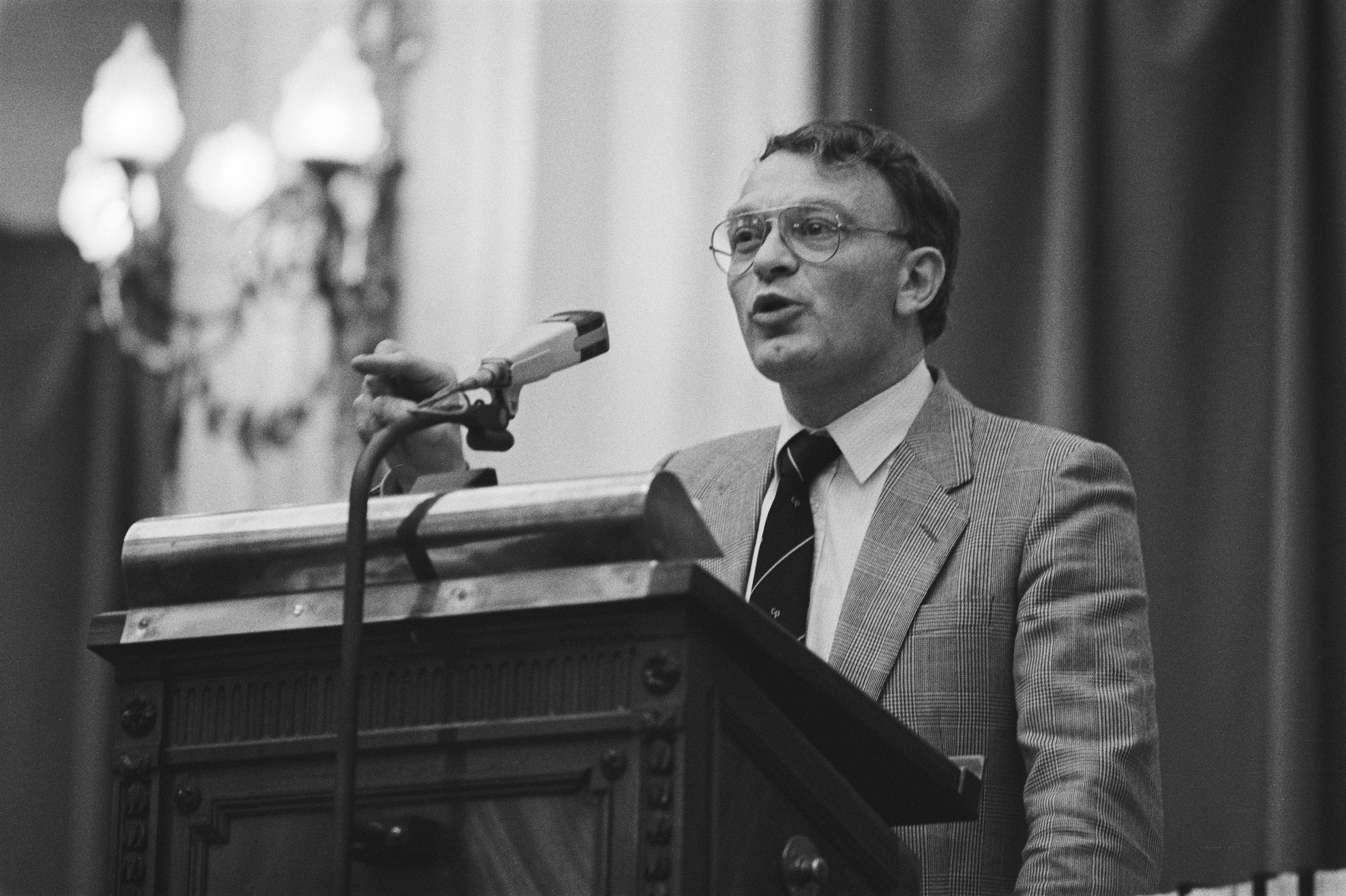
Janmaat en la Segunda Cámara

Demócratas de Centro se fundó el 7 de noviembre de 1984. Algunos miembros recién salidos del Partido del Centro (PC) decidieron crearlo. Según narra Mudde (2003), «A las diez de la mañana [...] cuatro personas entraron en la notaría de La Haya. Once minutos después se fueron, habiendo creado Centrum Democraten». El 5 de diciembre del mismo año, el único miembro en la Segunda Cámara del PC —Hans Janmaat— se unió al partido, cuando apenas tenía seis integrantes. Janmaat creía que al tomar un rumbo más moderado, el PC conseguiría más votantes, pero fue expulsado por los partidarios de la línea dura. A diferencia del Eigen volk eerst —«Nuestra gente primero»— del Partido del Centro, el manifiesto de los Demócratas utilizó el proverbio Oost West Thuis Best —«Este, Oeste, Hogar Mejor»—. Después de la incorporación de Janmaat, el partido fue identificado como suyo propio.
Durante sus primeros años recibió una gran atención por parte de los medios de comunicación en dos ocasiones. La primera ocurrió cuando los Demócratas de Centro y el Partido del Centro se reunieron el 29 de marzo de 1986 en Kedichem. Un grupo de «activistas antifascistas» creyó que las dos partes planeaban fusionarse y bombardearon el hotel donde se llevó a cabo la concentración. El lugar quedó muy dañado y a la secretaria del partido —Wil Schuurman— le amputaron una pierna después de saltar desde una ventana para escapar del incendio.
El intento de Janmaat por recuperar su puesto de profesor en su antigua escuela tras su fallida reelección al parlamento provocó el segundo frenesí mediático. Aunque legalmente se le permitió regresar a su trabajo, las protestas de algunos estudiantes y padres debido a su reputación de «racista» le llevaron a no poder volver, por lo que retornó a la política. Demócratas de Centro disputó las elecciones generales de 1986 con el nombre Lijst Janmaat / Centrumdemocraten. Obtuvo 12 777 votos —el 0,13 %— y ningún escaño parlamentario. Sin embargo, el Partido del Centro consiguió el 0,4 % de los sufragios, mas tampoco obtuvo asientos.

### En el Parlamento (1989-1998)

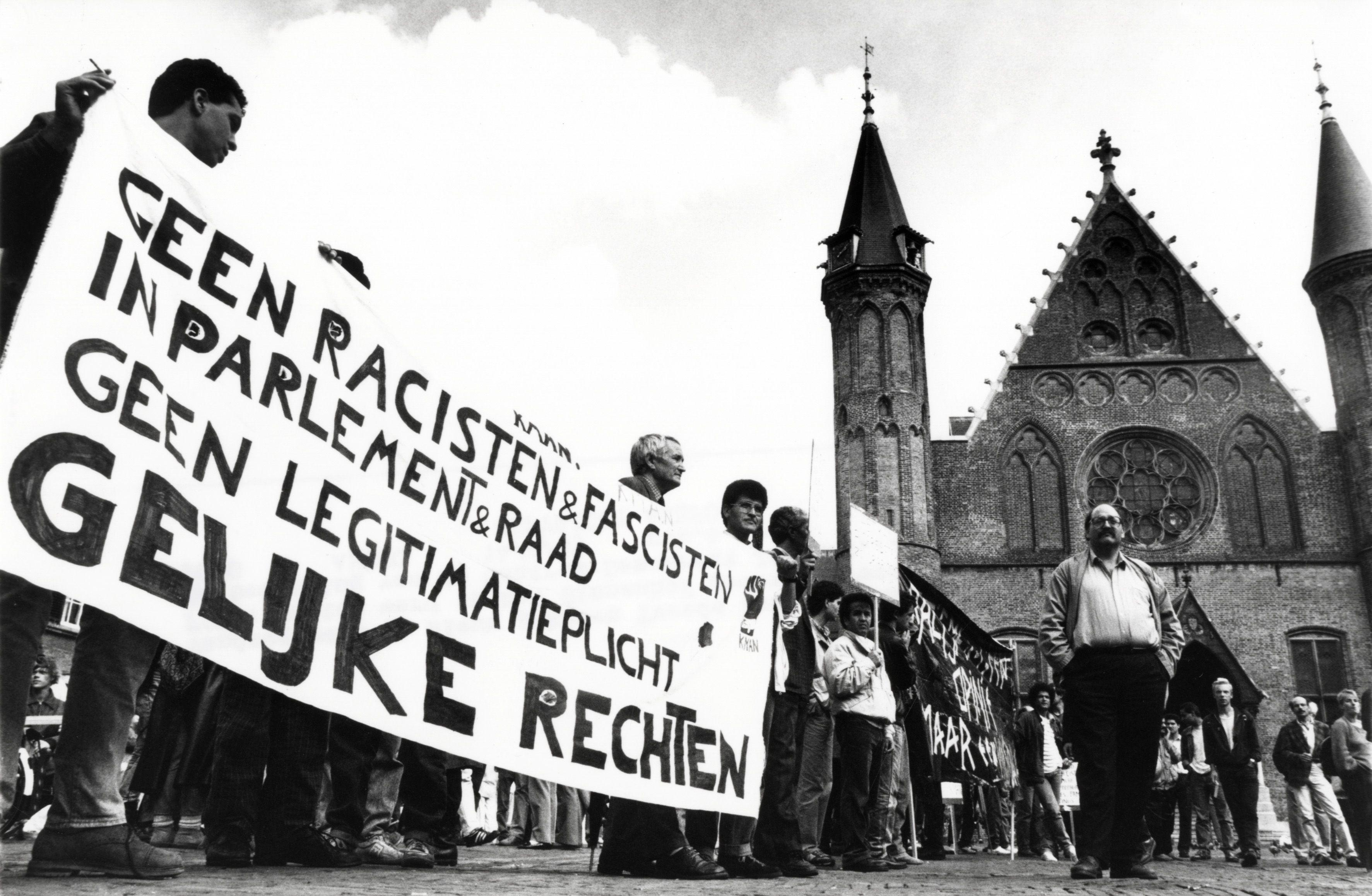
Manifestación contra Janmaat durante la toma de posesión en la Cámara de Representantes (1989)

Después de las elecciones de 1986, Demócratas de Centro trabajó para mejorar tanto su imagen como su apoyo de base. La estrategia fue efectiva, ya que Janmaat ganó un escaño —con el 0,92 % de los votos— en la Cámara de Representantes en los comicios generales de 1989. Al presentarse en diecinueve distritos electorales, el partido pudo optar al derecho de un tiempo de radio y televisión patrocinado por el estado, a pesar de que aún no tenía más de 300 miembros registrados. En las votaciones locales de 1990, Demócratas de Centro obtuvo once escaños y, en las elecciones provinciales del año siguiente, tres asientos.
El «éxito electoral» superó al partido y Janmaat comenzó a hacer declaraciones «controvertidas» en los medios. Sugirió que varios ministros del gabinete, incluido el de Justicia, Ernst Hirsch-Ballin —de ascendencia judía—, y el de Agricultura, Dzsingisz Gabor —de ascendencia húngara—, deberían ser destituidos de sus puestos de liderazgo. Esto marcó el inicio de los enjuiciamientos de varios de sus miembros por cargos de racismo, así como la decisión de otros grupos en el Parlamento y el gobierno de colocar un cordón sanitario alrededor del partido.
El cordón resultó ser contraproducente, ya que ganó setenta y siete escaños en las elecciones locales de 1994 y obtuvo representación en casi todas las ciudades donde presentó un candidato. Las urbes fueron baluartes de los Demócratas, con más del 10 % de los votos en Róterdam. Se convirtió en el quinto partido político del país con más representación. Sin embargo, después de las elecciones, una parte de sus escaños locales quedaron vacantes debido a su débil organización y a la falta de miembros activos. Antes de los comicios generales de 1994, las encuestas predijeron que podría ganar más de cinco asientos en la Cámara de Representantes. En cambio, los informes de los medios de comunicación que afirmaban que algunos miembros —a nivel local—  recién elegidos tenían un pasado extremista dañaron las perspectivas. A esto se le sumó una grabación secreta transmitida por la televisión nacional una semana antes de las elecciones que mostraba a un miembro del consejo de Ámsterdam alardeándose de haber incendiado centros de inmigrantes a principios de los años 1980. Al final,  consiguió el 2,5 % de los votos y tres escaños —ocupados por Janmaat, Wil Schuurman y Cor Zonneveld—, muy por debajo de las expectativas. Janmaat afirmó que el resultado «relativamente pobre» fue a consecuencia de una campaña anti-CD por parte de los medios. Debido a su crecimiento y a las preguntas que surgieron entre los otros partidos sobre el desarrollo de una sociedad multicultural, sus oponentes políticos comenzaron a confrontar directamente a los Demócratas de Centro en lugar de mantener un estricto cordón sanitario.
La cuestión de los extranjeros siguió siendo uno de los principales temas en la retórica del partido. Los tribunales del país condenaron a Janmaat por «incitar al odio racial» al hablar en contra del multiculturalismo; los observadores de la corriente principal no vieron justificado el castigo. Janmaat y Schuurman, que se casaron en 1996, dominaban el partido. El hijo de la segunda estaba al frente de la oficina de Demócratas de Centro. Por otro lado, Janmaat se mantuvo reacio a las iniciativas en las que no tomaba el control y expulsó a varios miembros del consejo local del partido. Si bien gran parte de esto se debió a la cooperación local —no autorizada por la dirección central— con el Partido de Centro '86 (CP'86), Janmaat acordó más tarde coordinar manifestaciones conjuntas. La cooperación pronto se vino abajo y se distanció del CP'86 a medida que se acercaban las elecciones de 1998.
En las elecciones provinciales de 1995 tuvo la competencia de cuatro nuevos competidores etnocéntricos, aunque ninguno de ellos ganó escaños y Demócratas de Centro no aumentó su presencia de tres asientos en el parlamento provincial. Sacó 56 978 votos, un estimado del 0,99 % del total. En las locales de 1998 perdió todos sus escaños menos uno al presentarse en casi la mitad de los municipios que en las anteriores. En los comicios generales de 1998, dos meses después, el partido no consiguió representación parlamentaria. Esto se debió en parte a una nueva legislación dirigida principalmente contra la extrema derecha, por la que se había aumentado el número de firmas requeridas por distrito para presentarse a las elecciones.

### Declive y disolución (1998-2002)
Tras las elecciones, Janmaat se preocupó cada vez más por la presión legal, ante la tentativa de que Demócratas de Centro pudiera ser el próximo objetivo del gobierno después de que el Partido de Centro '86 fuera ilegalizado en 1998. Por ello, fundó «Demócratas Conservadores» como posible sucesor. El nuevo partido se presentó a las elecciones al Parlamento Europeo de 1999 como Lijstverbinding Centrumdemocraten/Conservatieve Democraten, una supuesta cooperación bipartidista, donde ambos nombres en realidad representaban al mismo partido. Obtuvo el 0,5 % de los votos, lo que para Cas Mudde (2003) significó una «demostración ampliamente vista como el último espasmo de un partido moribundo». El creciente agotamiento físico de Janmaat —una cardiopatía y una hernia— solo sirvió para exacerbar la situación. No obstante, el nuevo ambiente político luego de los atentados del 11 de septiembre de 2001 —cuestionamiento de la inmigración— y el ascenso en popularidad del político de extrema derecha Pim Fortuyn hizo que Janmaat tuviera que rehabilitarse políticamente. La razón fue que sus condenas penales anteriores —odio racial y discriminación— le fueron impuestas por declarar cosas que habían dejado de ser tabú. Otros políticos del momento empezaron a hacer afirmaciones similares por las que Janmaat había recibido multas, pero estos ya no fueron apercibidos debido a que, según Meindert Fennema, «decía lo que todos piensan ahora».
El 18 de abril de 2002, sólo unos meses antes de la muerte de Janmaat, el partido se disolvió de forma oficial. Como resultado, no participó en las elecciones generales de 2002, donde la Lista Pim Fortuyn, de recién creación, se llevó gran parte de los votos que tenía Demócratas de Centro.

## Organización

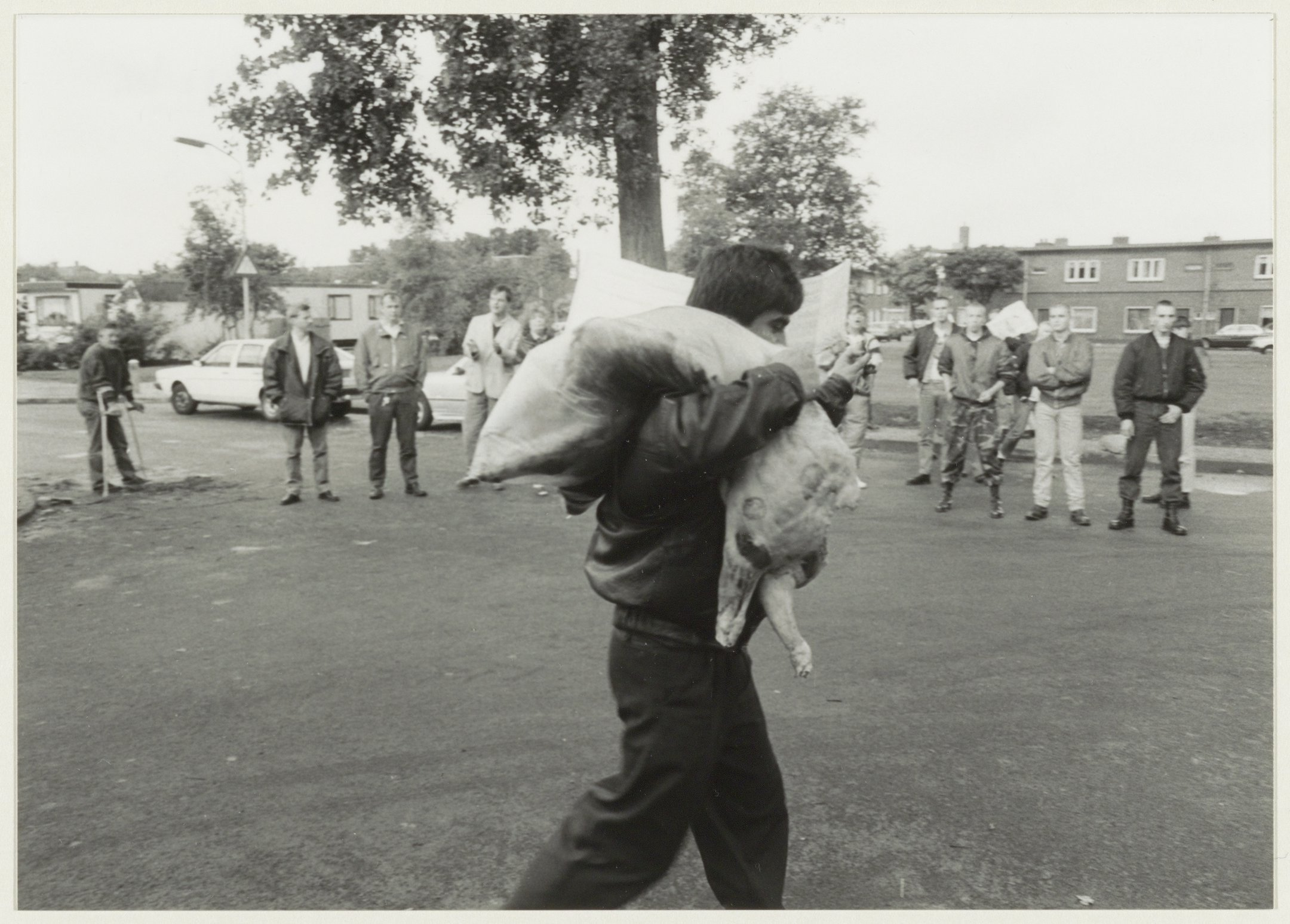
Partidarios de Demócratas de Centro protestan contra la Celebración del Sacrificio musulmana

El gabinete estratégico o think tank de Demócratas de Centro fue denominado Stichting Wetenschappelijke Onderbouwing Centrumdemocratische Ideologie (SWOCI) —Fundación para la Elaboración Científica de Ideología del Centro Político, en español—. En 1992 su nombre fue cambiado a Thomas Hobbes Stichting —Fundación Thomas Hobbes—, en honor al filósofo político favorito de Janmaat.
Jóvenes Demócratas de Centro (Jonge Centrumdemocraten) era la organización juvenil del partido, fundada originalmente como las juventudes del Partido del Centro a principios de los años ochenta. Más tarde fue sucedida por CD-Jongeren, que tenía su sede en Haarlem. El partido no atrajo a muchos jóvenes, ni estableció una estructura juvenil particularmente activa, por lo que la mayoría de personas de extrema derecha de esas edades tendían a unirse al CP'86.
Con el tiempo, los Demócratas de Centro difundieron una variedad de artículos sobre ellos mismos. Centrumtaal y Middenkoers fueron los periódicos originales y se publicaron en 1986. El primero estaba destinado a las noticias generales del partido; el segundo a un público más intelectual, aunque ambos no diferían mucho en su contenido. Entre 1987 y 1988, Centrumtaal fue sucedido por CD-info —posteriormente reemplazado por CD-Nieuwsbrief en 1997— y, por su parte, Middenkoers por CD-actueel —que se dejó de publicar en 1993—.

## Ideología

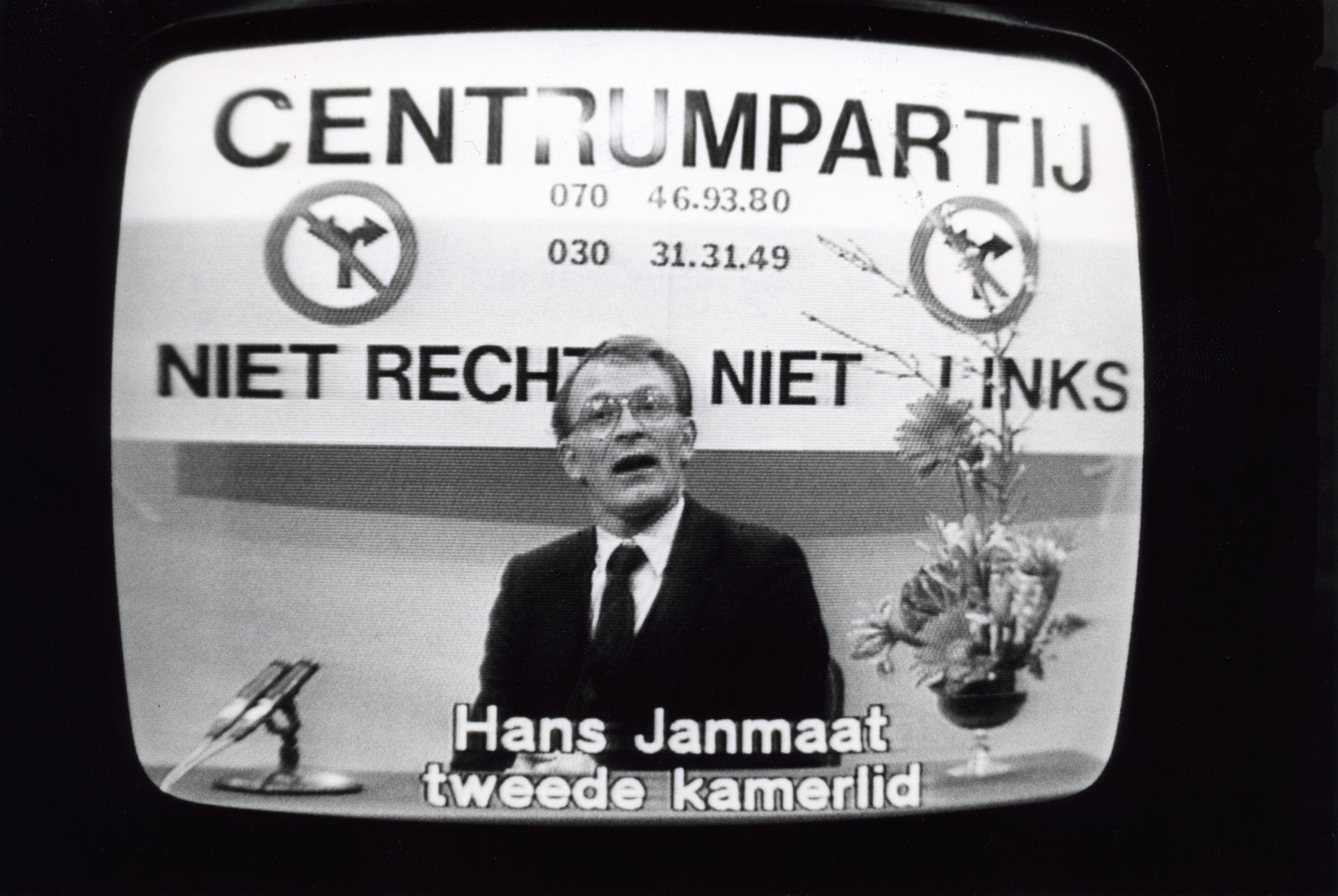
Janmaat en televisión cuando pertenecía al Partido del Centro

Después de la escisión del Partido del Centro, la ideología de Demócratas de Centro fue muy similar a la de estos, aunque de acuerdo con Lucardie (1998), se volvió cada vez más radical con el paso de los años. No publicó ningún manifiesto ni programa electoral hasta 1989, anteriormente sus políticas se dieron a conocer a través de la distribución a pequeña escala de panfletos, que eran muy parecidos a los antiguos del Partido del Centro. Afirmaron estar en el centro del espectro político y representar una «ideología democrática de centro». Sin embargo, el partido se enfocó en el tema de la inmigración. Varios observadores políticos consideraron que su ideario era una forma populista de nacionalismo.
Demócratas de Centro se opuso al multiculturalismo y la inmigración, aun cuando no excluyó a las personas por motivos étnicos. Hablaba, al menos inicialmente, de una población holandesa más que de una comunidad étnica neerlandesa. El partido sostenía un nacionalismo étnico, ya que daba a los inmigrantes la posibilidad de elegir entre repatriación o integración. En su programa de 1989 expuso que «los extranjeros y las minorías o se adaptan a las costumbres o tienen que abandonar el país». Consideraban que la cultura de su nación estaba siendo amenaza por los extranjeros, en especial por los musulmanes que habían llegado a los Países Bajos. También se oponían a los «matrimonios multiculturales» y optaban por limitar las adopciones en el «tercer mundo»; buscaban un retorno a la antigua sociedad neerlandesa con su singular cultura propia. Según el politólogo Cas Mudde, la ideología del partido se describe como un nacionalismo cívico. Sin embargo, en 1994 tenía más inclinación hacia el nacionalismo étnico, al afirmar que su programa partía «de la unidad indisoluble y la solidaridad de la comunidad étnica neerlandesa [...] basada en la historia común y la cultura que se originó en esa historia».
Se manifestó en contra de cualquier limitación de la soberanía del estado holandés y, por lo tanto, se mostraron euroescépticos, considerando el Tratado de Maastricht como «una de las muchas derrotas internacionales infligidas al gobierno». Si bien describió a organizaciones internacionales como las Naciones Unidas como «burocracias superfluas e ineficientes», apoyó a la Organización del Tratado del Atlántico Norte (OTAN) a manera de mantener a Occidente a salvo del comunismo. En su programa de 1998, Demócratas de Centro incluyó un llamado a la «reunificación con Flandes y otros territorios de habla neerlandesa», promoviendo así la idea de los Grandes Países Bajos.
Originalmente, el partido no puso mucho énfasis en las cuestiones éticas, pero sí veía a la familia como la «piedra angular» de la sociedad. Alrededor de 1994, ya se había vuelto más conservador, incluyó el concepto de ley y orden —mano dura contra los delincuentes—, así como la moral y los valores tradicionales. A lo largo de los años, también buscó dificultar el divorcio, especialmente para las familias con hijos. Dio mucho espacio para discutir sobre el VIH/sida, que puso en el contexto de una crisis moral asociada con el relativismo moral que tenía como única solución la vuelta a la moral tradicional.
Respecto a su pensamiento económico, no se desvió sustancialmente de la economía mixta instaurada en los Países Bajos. Para Mudde (2003), «sus otras demandas no tuvieron una fuerte coherencia ideológica». Apoyaban un estado de bienestar «generoso» para el pueblo neerlandés. Por lo demás, se mostró escéptico en relación con el intervencionismo estatal en la economía; en particular, por los impuestos elevados que obstaculizarían la iniciativa privada o, de igual manera, por un gasto excesivo en subvenciones.

## Relaciones internacionales
El partido se consideraba a sí mismo relacionado con otras organizaciones políticas europeas de carácter «patriótico», aunque sus conexiones conocidas fueron con la Unión del Pueblo Alemán, el Frente Nacional francés y el Bloqueo Flamenco belga. Asistía regularmente a las reuniones anuales de los dos primeros. Janmaat llegó a hablar de sus buenas relaciones con Jean-Marie Le Pen, líder —desde 1972 hasta 2011— y creador del Frente Nacional. Por otro lado, sus vínculos con Bloqueo Flamenco crearon un conflicto de intereses, dado que estos tenían más afinidad con el Partido de Centro '86 —sucesor del Partido del Centro—, principal rival de Demócratas de Centro en los Países Bajos. A pesar de ello, mantuvo contactos a nivel nacional tanto con el Partido del Centro como con su continuador.

## Resultados electorales

### Segunda Cámara
| Comicios | Total de votos | Porcentaje | Escaños |
| -------- | -------------- | ---------- | ------- |
| 1986     | 12 777 (#17)   | 0,13 %     | 0       |
| 1989     | 81 337 (#9)    | 0,92 %     | 1       |
| 1994     | 220 734 (#7)   | 2,46 %     | 3       |
| 1998     | 52 226 (#10)   | 0,61 %     | 0       |

### Parlamento Europeo
| Comicios | Total de votos | Porcentaje | Escaños |
| -------- | -------------- | ---------- | ------- |
| 1989     | 40 780         | 0,78 %     | 0       |
| 1994     | 43 299         | 1,05 %     | 0       |
| 1999     | 17 740         | 0,5 %      | 0       |